# Архангел Гавриїл («Надприродне»)
Архангел Гавриїл — вигаданий персонаж американського містичного серіалу Надприродне, створеного компанією Warner Brothers, один з чотирьох архангелів, брат Михаїла, Люцифера і Рафаїла.
Втік на Землю через сварки братів-архангелів і довгий час прикидався фокусником. Гавриїл дуже любив свою сім'ю, але не міг бачити їхні сварки. Крім цього він був закоханий в Марію, коли вона і інші язичницькі боги думали, що він — скандинавський бог Локі. Гавриїл жив в Раю поруч з братами і батьком, так як архангели були єдиними, хто бачив Бога. Коли були створені люди, Гавриїл став свідком непокори Люцифера і його вигнання. В ході війни Гавриїл не витримав сварок братів-архангелів і втік на Землю. Століттями він жив серед людей, іншим істотам видаючи себе за фокусника завдяки своєму безсмертю і здатності викривляти реальність.

## Характеристика
Видаючи себе за фокусника, Гавриїл вбивав людей (не всіх підряд, але «пихатих придурків») «з гумором». Коли архангел втік на Землю, він видавав себе за звичайного фокусника і, щоб підтримувати «імідж», поїдав багато солодкого, залишаючи після себе фантики від цукерок. За тисячі років, проведених на Землі, Гавриїл перейнявся емоціями, які так не властиві ангелам і прив'язався до людей, розуміючи їх як ніхто з ангелів. У протистоянні між своїми братами він не зміг прийняти жодну сторону, але як і раніше любить кожного свого брата, навіть бунтівного Люцифера. Коли світ опинився на межі зникнення, став на бік людей і невдало спробував вбити Люцифера.

## Здібності
Будучи архангелом він один з найсильніших істот у Всесвіті, поступаючись під силу тільки Богу, Темряві, Космічній суті і Смерті.
- Могутність — один з наймогутніших істот у Всесвіті. Гавриїл, як і всі архангели, набагато потужніший за своїх братів і сестер ангелів, демонів, язичницьких божеств та інших монстрів. Силою думки він здатний спопелити князя пекла.

- Використання посудини — йому також потрібна посудина, щоб перебувати на Землі. Можливо, що його міць не так сильно тисне на посудину, як у інших його братів, адже своєю посудиною Гавриїл користувався вже досить довго і той залишався неушкодженим, а може, архангел знайшов свою істину посудину.

- Безсмертя — Гавриїл, як і інші небожителі, не схильний до старіння або хвороб.

- Невразливість — як архангел, невразливий для більшості видів зброї і більшості істот.

- Перевтілення — Гавриїл може прийняти абсолютно будь-який людський вигляд, який йому заманеться, існуючий в реальному житті або придуманий ним. Можливо, що також він може приймати і тваринний або взагалі не існуючий вид.

- Передбачення — Гавриїл може дізнатися майбутнє, але не здатний побачити повну картину. У серії «Молот богів» Гавриїл передбачав, як в готель прибуде його старший брат Люцифер і вб'є всіх язичницьких богів, крім Калі, яку він врятував, ймовірно, він передбачав там і свою загибель.

- Подорож у часі — Гавриїл без зайвих зусиль може переміщатися в часі, і переміщати інших людей.

- Телепортація — Гавриїл, як і інші ангели і архангели, може миттєво переміщатися в будь-яку точку Всесвіту, а також клацанням пальців може перемістити будь-якого ангела, демона або монстра.

- Придушення сил — як одне з наймогутніших істот, архангел може пригнічувати сили слабших істот.

- Вбивство надприродного — Гавриїл одне з наймогутніших істот у Всесвіті, він здатний вбити будь-якого демона, монстра, язичницьке божество і ангелів.

- Електрокінез — архангели, в тому числі і Гавриїл, здатні контролювати електричні заряди, здатні створювати блискавки і громи.

- Викривлення реальності — Гавриїл може створювати цілі світи, в яких все йде за його задумом. Також він міг створювати предмети з повітря; цього він навчився у Люцифера.

- Надсила — Гавриїл дуже сильний фізично і набагато сильніший звичайних ангелів, демонів і людей.

- Створення образів— Гавриїл часто використовував свою копію для відволікання уваги. Таким чином він намагався вбити Люцифера — його двійник відволікає Люцифера, а сам Гавриїл намагався вбити його. Але Люцифер розпізнав копію — адже він відчував його присутність ззаду, і сам же навчив свого молодшого брата цього «фокусу».

- Сприйнятливість до надприродного — Гавриїл може бачити справжні обличчя всіх надприродних істот як би вони не були приховані.

- Фотокінез — серафими і архангели можуть використовувати потужне світло, що вбиває все, а значить, що і йому це під силу.

- Воскресіння — він може воскрешати істот.

- Хронокінез — архангели здатні керувати часом.

- Телекінез — здатний пересувати предмети і людей, ангелів та інших істот силою думки. Він навіть зміг застосувати телекінез на свого старшого брата Люцифера, відштовхнувши на кілька метрів.

## Слабкості
- Бог, Смерть, Тьма — можуть убити.

- Інші архангели — брати-архангели можуть завдати певної шкоди, і мають шанс убити його за допомогою меча архангела.

- Клітка Люцифера — клітка досить міцна, щоб стримувати архангела.

- Мутований ангел — коли Кастіель ввібрав душі Чистилища, він клацанням пальців вбив Рафаїла, ймовірно, міг вбити і Гавриїла.

- Серп Смерті, Меч архангела, Зрівнювач — надприродна зброя, здатна вбити архангела.

- Антиангельські символи — за допомогою спеціальних символів можна заблокувати доступ архангела до якогось приміщення. Крім цього, можна також використовувати і Кривавий символ, щоб вигнати ангела.

- Святе масло — може заподіяти біль і тимчасово позбавити можливості діяти.

- Камінь Лота — здатний зруйнувати оболонку архангела.

- Печать Єноха — дозволяє приховати, що-небудь або кого-небудь від поля зору Гавриїла.

- Спис Кайі — здатний поранити архангела.

## Цікаві факти
- Гавриїл — перший архангел, який з'являється на екрані, хоча про це і не було відомо.

- Гавриїл є єдиним архангелом, який використовував тільки одну посудину.

- Гавриїлу належить дуже сильний артефакт — ріг правди, що змушує кого завгодно говорити правду носію.

- Це єдиний архангел в серіалі, який не є антагоністом.

- Сценаристи і сам актор, який виконував роль Гавриїла, давали зрозуміти, що персонаж, можливо, живий. Пізніше Чак заявив, що Гавриїл мертвий. Але в тринадцятому сезоні з'ясувалося, що він все-таки живий і був в полоні Амодеєм.

- За словами Гавриїла, завдяки тому, що всі повірили в його смерть, ніхто не міг знайти його, навіть Бог.

- Гавриїл покинув Небеса приблизно з тієї ж причини, що і Бог. Їм була неприємна поведінка сім'ї.

- Гавриїл — єдиний архангел, який віддав життя, захищаючи людей.

- Гавриїл — єдиний архангел, який любить людей.

- Річард Спейт-молодший заявив, що крила Гавриїла синього кольору.